# Onthophagus tamworthi
Onthophagus tamworthi là một loài bọ cánh cứng trong họ Bọ hung (Scarabaeidae).